# Francesc Batiste Baila
Francesc Batiste Baila (Vinaròs, 3 de gener de 1919 – 5 d'abril de 2007) fou un mariner valencià, supervivent dels camps de concentració nazis.
De jovenet va començar a treballar de mariner com el seu pare, fins que l'esclat de la guerra civil espanyola el va portar a incorporar-se a l'Exèrcit Popular de la República. Fou ferit a la batalla de l'Ebre i durant la retirada es va exiliar a França. Allí va estar un temps internat en un camp de concentració i després es va integrar en un batalló de treballadors estrangers de l'Exèrcit francès, amb els que fou destinat a la Línia Maginot. Detingut el 1940 per la Werhmacht, fou internat a l'Alta Silèsia fins que el 25 de gener de 1941 fou destinat al camp de concentració de Mauthausen, on hi va romandre pres fins l'alliberament el 5 maig de 1945.
Francesc Batiste ha escrit alguns llibres recollint les seves experiències i ha pres part en actes organitzats en motiu dels aniversaris per l'alliberament del camp de Mauthausen. Ha estat membre de l'Associació de Deportats de França i de l'Amical Mauthausen de Barcelona. Durant els darrers anys de la seva vida va realitzar nombroses conferències arreu de l'estat espanyol i francès d'informació i denúncia de les actuacions dels nazis. L'any 2004 va rebre la Medalla de la ciutat de Vinaròs i el 2005 va rebre el premi a la millor contribució cívica als XIV Premis Turia al costat de dos altres supervivents valencians de Mauthausen, Francesc Aura Boronat i Lluís Estañ Alfosea.

## Obres
- Memorias de un marino vinarocense. Editorial Antinea, 1998. ISBN 978-84-89555-29-7.
- El sol se extinguió en Mauthausen: vinarocenses en el infierno nazi. Editorial Antinea, 2000. ISBN 978-84-89555-48-8.
- Mariner del "Maria Rosa". Editorial Antinea, 2007. ISBN 978-84-96331-38-9.